# Luis Mansilla
Mansilla  Almonicad est un nom espagnol. Le premier nom de famille, en général paternel, est Mansilla ; le second, en général maternel, souvent omis, est Almonicad.
Pour les articles homonymes, voir Mansilla.
Cet article concerne le cycliste. Pour l'architecte, voir Luis Moreno Mansilla.
Luis Miguel Mansilla Almonicad, né le 26 juillet 1986, est un coureur cycliste chilien. C'est un spécialiste du sprint.

## Biographie
Le 20 mars 2012, il apprend qu'il a été contrôlé positif à l'Érythropoïétine (EPO) lors du Tour du Chili 2012, course dont il a remporté 3 étapes. Il est ensuite disculpé après analyse de l'échantillon B.

## Palmarès sur route

### Par années
- 2006
  - 4eb et 5e étapes du Tour du Chili
- 2008
  - 3e étape du Tour de Mendoza
  - 3e du Tour de Mendoza
- 2009
  - 1re étape du Tour de Rio
  - 3e du Tour de Rio
- 2010
  - 6e étape du Tour de San Juan
- 2011
  - 1re (contre-la-montre)[n 3], 3e et 5e étapes du Tour du Chili
  - 2e de l'Étoile d'or
- 2012
  - 1re (contre-la-montre par équipes), 3e et 6e étapes du Tour du Chili

### Classements mondiaux
| Année            | 2006 | 2007 | 2008 | 2009 | 2010 | 2011 | 2012 |
| ---------------- | ---- | ---- | ---- | ---- | ---- | ---- | ---- |
| UCI America Tour | 134e | 376e | 364e | 59e  |      | 17e  | 19e  |

## Palmarès sur piste

### Jeux olympiques
- Londres 2012
  - 18e de l'omnium

### Championnats du monde
- Apeldoorn 2011
  - 13e de l'omnium
  - 14e de la poursuite par équipes

### Jeux panaméricains
- Guadalajara 2011
  -  Médaillé d'argent de l'omnium

### Championnats panaméricains
- Montevideo 2008
  -  Médaillé d'argent de la poursuite par équipes
  -  Médaillé d'argent du scratch
- Mexico 2009
  -  Médaillé d'argent de la poursuite par équipes
- Aguascalientes 2010
  -  Médaillé d'argent de la poursuite par équipes
  -  Médaillé de bronze du scratch
  -  Médaillé de bronze de l'omnium
- Medellín 2011
  -  Médaillé d'or de l'omnium
  -  Médaillé d'argent de la poursuite par équipes
- Aguascalientes 2014
  -  Médaillé d'or de la course aux points
  -  Médaillé d'argent du scratch
  - Quatrième de la poursuite par équipes (avec Luis Fernando Sepúlveda, Antonio Cabrera et Pablo Seisdedos)[9]
  - Septième de l'américaine (avec Pablo Seisdedos)[10]